# باشگاه فوتبال مونته‌ویدئو واندررز
باشگاه فوتبال مونته‌ویدئو واندررز (اسپانیایی: Montevideo Wanderers Fútbol Club‎) یک باشگاه فوتبال است که در شهر مونته‌ویدئو کشور اروگوئه پایه‌گذاری شده است.